# 卞琛
卞琛（？—1352年），元朝大名人。
世代为农夫，早年游学京师，得补国子生，为母丁忧，重新回家务农。至正十二年（1352年），邻州反元势力蜂起。不久，来剽掠大名，卞琛与从子卞小十、府史李仲亨等共谋，率领丁壮数百人抵御。丁壮都是民兵，没有弓矢之备，就拿着钩锄白铤迎击。敌人的箭矢如雨，卞琛率领的丁壮溃散，卞琛被擒。李仲亨、卞小十都死了。反元首领知道卞琛，劝他说：“你归顺我，解开你的绑缚；不归顺，杀了你。”卞琛唾骂道：“我是国子生。看你们这些逆贼，真是猪狗。我宁可为义而死，不顺从盗贼而生！”大骂不止，于是被杀。